# Коссано-Бельбо
Коссано-Бельбо (італ. Cossano Belbo, п'єм. Cossan) — муніципалітет в Італії, у регіоні П'ємонт,  провінція Кунео.
Коссано-Бельбо розташоване на відстані близько 470 км на північний захід від Рима, 60 км на південний схід від Турина, 65 км на північний схід від Кунео.
Населення — 982 особи (2014). Покровитель — Madonna del Carmine.

## Демографія
Населення за роками:

Станом на 1 січня 2023 року в муніципалітеті офіційно проживало 115 іноземців з 18 країн, серед них 36 громадян країн Євросоюзу.

## Сусідні муніципалітети
- Камо
- Чессоле
- Лоаццоло
- Манго
- Роккетта-Бельбо
- Санто-Стефано-Бельбо
- Везіме